# 圣佩达尔芒 (吉伦特省)
圣佩达尔芒（法語：Saint-Pey-d'Armens）是法国吉伦特省的一个市镇，属于利布尔恩区（Libourne）卡斯蒂隆拉巴泰尔县（Castillon-la-Bataille）。该市镇总面积4.2平方公里，2009年时的人口为263人。

## 人口
圣佩达尔芒人口变化图示